# Hans Peterson
Hans Peterson (ur. 26 października 1922 w Väring, zm. 16 sierpnia 2022) − szwedzki pisarz, autor książek dla dzieci.
Jest autorem cyklu książek o Magnusie, chłopcu z Göteborga. W Polsce ukazały się tłumaczenia:
- Magnus i wiewiórka, Wydawnictwo Poznańskie, Poznań 1974, w przekładzie Teresy Chłapowskiej
- Magnus w porcie, Wydawnictwo Poznańskie, Poznań 1975, w przekładzie Teresy Chłapowskiej
- Magnus, Mateusz i koń, Wydawnictwo Poznańskie, Poznań 1975, w przekładzie Teresy Chłapowskiej
- Magnus w niebezpieczeństwie, Wydawnictwo Poznańskie, Poznań 1980, w przekładzie Teresy Chłapowskiej ISBN 83-210-0142-4
- Magnus i pies pokładowy Jack, Wydawnictwo Poznańskie, Poznań 1981, w przekładzie Teresy Chłapowskiej ISBN 83-210-0230-7